# نفرکارع خندو
نفرکارع خِندو به گمانی یکی از فرعون‌های دودمان هشتم در دوره نخست میانی مصر بوده است. تنها منبعی از مصر کهن که نام او را در بر دارد، فهرست پادشاهان ابیدوس است. او ۴۵امین نام پادشاهی قرار گرفته در این فهرست است.